# 戈里什基夫卡
48°38′21″N 28°36′52″E / 48.63917°N 28.61444°E
戈里什基夫卡（烏克蘭語：Горишківка），是烏克蘭的村落，位於該國西南部文尼察州，由圖利欽區負責管轄，始建於2015年，面積3.8平方公里，海拔高度258米，2001年人口533，人口密度每平方公里140.19人。